# Xã South Linn, Quận Christian, Missouri
Xã South Linn (tiếng Anh: South Linn Township) là một xã thuộc quận Christian, tiểu bang Missouri, Hoa Kỳ. Năm 2010, dân số của xã này là 238 người.